# William Dembski
William Albert Dembski (Chicago, 18 luglio 1960) è un filosofo, teologo e matematico  statunitense, sostenitore della teoria creazionista del disegno intelligente, che si contrappone alla teoria dell'evoluzione.

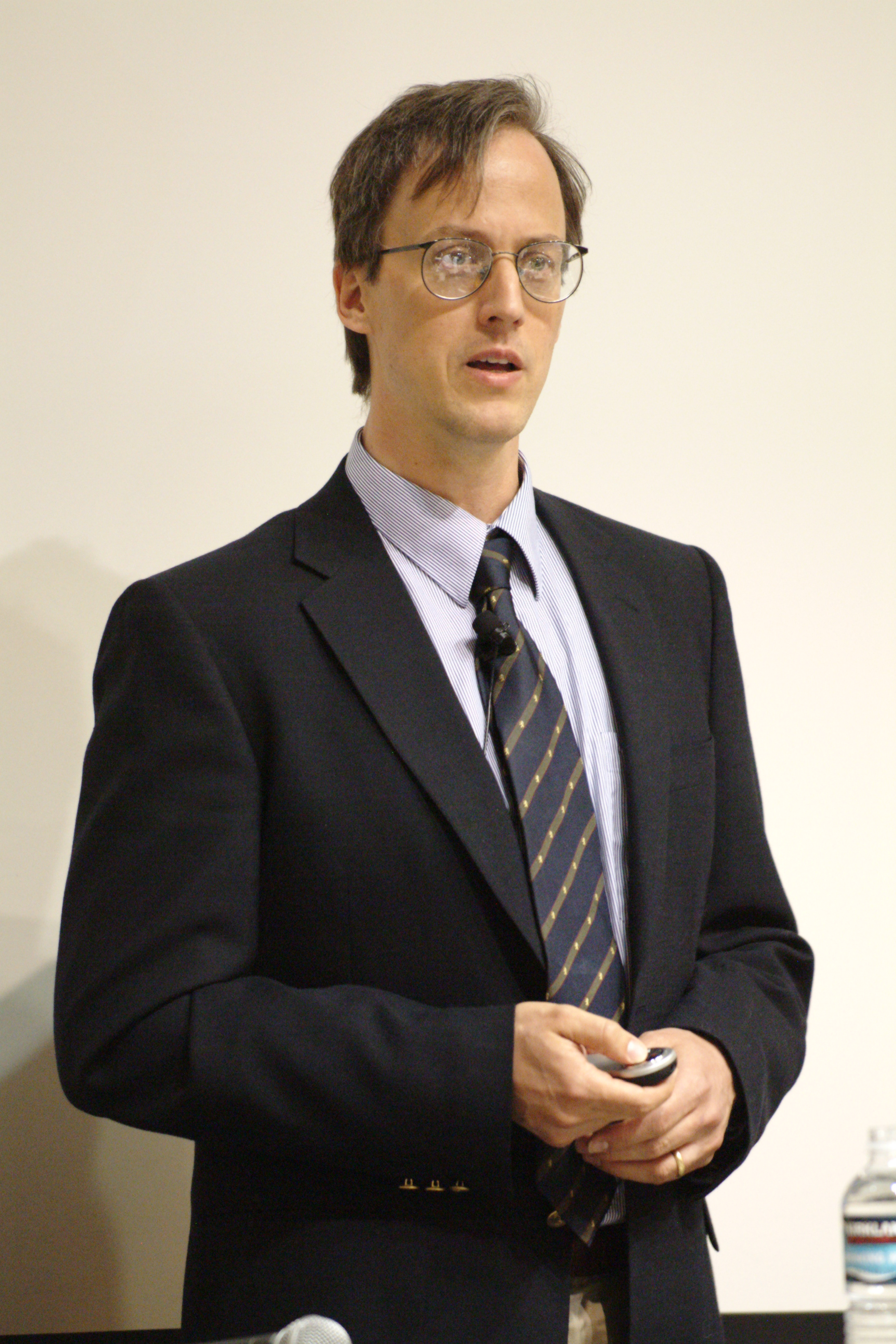
Dembski

Secondo Dembski, lo studio scientifico della natura rivela prove di un progetto; per questo motivo egli si oppone a quello che definisce la fedeltà della scienza al materialismo "ateo" o al naturalismo, che ritiene escluda il disegno intelligente a priori. Il suo contributo principale è la definizione della complessità specificata, che sarebbe il marchio del progettista intelligente. Il suo lavoro è controverso: la comunità scientifica rigetta ampiamente le sue idee, con le maggiori organizzazioni scientifiche (come la National Academy of Science e la American Association for the Advancement of Science) che definiscono il disegno intelligente come una pseudoscienza e alcune voci nella comunità contestano le sue qualifiche come scienziato, filosofo e matematico.
I sostenitori di Dembski includono il fautore del disegno intelligente Robert Koons, membro come Dembski del Discovery Institute, dell'International Society for Complexity, Information and Design di Dembski, e filosofo presso la University of Texas at Austin; Koons ha definito Dembski «l'Isaac Newton della teoria dell'informazione». Al contrario il matematico e teorico dei numeri Jeffrey Shallit, dopo aver studiato le tesi di Dembski, lo ha definito non significativo..
Negli ultimi anni l'attività di ricerca di Dembski si è concentrata sugli aspetti teorici e sui limiti della conservazione e creazione dell'informazione a seguito di processi evolutivi; l'attività è svolta in collaborazione con Robert J. Marks.

## Carriera accademica
Dal 1999 al 2005 è stato membro della Baylor University. dove fu costantemente al centro di attenzioni e controversie; nell'anno accademico 2005-2006 è stato brevemente il Carl F.H. Henry Professor of Theology e Science del Southern Baptist Theological Seminary a Louisville, come pure il primo direttore del nuovo Center for Theology and Science ("Centro per la teologia e la scienza") del seminario (ruolo da allora preso dal noto creazionista Kurt Wise). Il 1º giugno 2006 Dembski è diventato ricercatore in filosofia al Southwestern Baptist Theological Seminary a Fort Worth (Texas) (la Southern Baptist Convention gestisce entrambi i seminari).

## Opere
- Dembski, William, The Design Inference: Eliminating Chance through Small Probabilities. Cambridge: Cambridge University Press, 1998. ISBN 0-521-62387-1
- Dembski, William, Mere Creation. Downer's Grove, Illinois: InterVarsity Press, 1998. ISBN 0-8308-1515-5
- Dembski, William, Intelligent Design: The Bridge between Science and Theology, InterVarsity Press, 1999, ISBN 0-8308-2314-X
- Dembski, William, James Kushiner, Signs of Intelligence: Understanding Intelligent Design, 2001. ISBN 1-58743-004-5
- Dembski, William, "The Chance of the Gaps". In Neil Manson, ed., God and Design: The Teleological Argument and Modern Science. (London: Routledge, 2002), 251–274.
- Behe, Michael, William Dembski, Stephen Meyer, "Science and Evidence for Design in the Universe", Proceedings of the Wethersfield Institute, vol. 9. San Francisco: Ignatius Press, 2000. ISBN 0-89870-809-5
- Dembski, William, No Free Lunch: Why Specified Complexity Cannot Be Purchased without Intelligence, Rowman & Littlefield, 2002.
- Debating Design: From Darwin to DNA.  William A. Dembski and Michael Ruse (eds) ISBN 0-521-82949-6
- Dembski, William, The Design Revolution: Answering the Toughest Questions about Intelligent Design. Downer's Grove, Illinois: InterVarsity Press, 2004. ISBN 0-8308-2375-1
- Dembski, William, Jonathan Wells, The Design of Life: Discovering Signs of Intelligence In Biological Systems, The Foundation of Thoughts and Ethics, 2008.
- Dembski, William, Robert J. Marks II, Conservation of Information in Search: Measuring the Cost of Success IEEE Transactions on Systems, Man and Cybernetics A, Systems and Humans, vol.39, N. 5, September 2009, pp. 1051-1061
- Dembski, William, R.J. Marks II, Bernoulli's Principle of Insufficient Reason and Conservation of Information in Computer Search, Proceedings of the 2009 IEEE International Conference on Systems, Man, and Cybernetics. San Antonio, TX, USA - October 2009, pp. 2647-2652.
- Dembski, William,  Winston Ewert, R.J. Marks II, Evolutionary Synthesis of Nand Logic: Dissecting a Digital Organism, Proceedings of the 2009 IEEE International Conference on Systems, Man, and Cybernetics. San Antonio, TX, USA - October 2009, pp. 3047-3053.